# Don't Get Fresh
Don't Get Fresh è un cortometraggio muto del 1923 diretto da Archie Mayo.

## Produzione
Il film fu prodotto dalla Century Film.

## Distribuzione
Distribuito dall'Universal Pictures, il film - un cortometraggio in due bobine - uscì nelle sale cinematografiche USA il 20 giugno 1923.